# 1976 v hudbě
Tento článek obsahuje události související s hudbou, které proběhly v roce 1976.

## Události
- Trevor Bolder nahradil Johna Wettona ve skupině Uriah Heep

## Alba

### 0–9
- 15 Big Ones – The Beach Boys
- 2112 – Rush
- 33 1/3 – George Harrison

### A–C
- A Day at the Races – Queen
- A Kind of Hush – Carpenters
- A Love Trilogy – Donna Summer
- A New World Record – Electric Light Orchestra
- A Night on the Town – Rod Stewart
- A Trick of the Tail – Genesis
- A Young Person's Guide to King Crimson – King Crimson
- Agents Of Fortune – Blue Öyster Cult
- Alice Cooper Goes to Hell – Alice Cooper
- All Things in Time – Lou Rawls
- Amigo – Santana
- Another Passenger – Carly Simon
- Atlantic Crossing – Rod Stewart
- Arrival – ABBA
- Bigger Than Both of Us – Hall & Oates
- Black and Blue – The Rolling Stones
- Blackheart Man – Bunny Wailer
- Black Market – Weather Report
- Blondie – Blondie
- Blue for You – Status Quo
- Blue Moves – Elton John
- Boston – Boston
- Both Sides of Ray Stevens – Ray Stevens
- Boxed – Mike Oldfield
- Careless – Stephen Bishop
- Chestnut Street Incident – Johnny Cougar
- Chicago X – Chicago
- Children of the World – Bee Gees
- Clones of Dr. Funkenstein – Parliament
- Come on Over – Olivia Newton-Johnová
- Coney Island Baby – Lou Reed
- Contradiction – Ohio Players
- Coup de chapeau au passé – Dalida
- Crystal Ball – Styx

### D–J
- Desire – Bob Dylan
- Destroyer – Kiss
- Dirty Deeds Done Dirt Cheap – AC/DC
- Dr. Buzzard's Original Savannah Band – Dr. Buzzard's Original Savannah Band
- Everybody Loves the Sunshine – Roy Ayers
- Dreamboat Annie – Heart (in US; released in Canada in 1975. Debut)
- Faithful – Todd Rundgren
- Fitzgerald and Pass... Again – Ella Fitzgerald, Joe Pass
- Flow Motion – Can
- Fly Like an Eagle – Steve Miller Band
- Frampton Comes Alive! – Peter Frampton
- Free–for–All – Ted Nugent
- Forever for Now – April Wine
- Four Seasons Of Love – Donna Summer
- From Every Stage – Joan Baez
- Get Up Offa That Thing – James Brown
- Give Us a Wink – Sweet
- Greatest Hits – ABBA
- Greatest Hits – James Taylor
- Greatest Hits – War
- Gulf Winds – Joan Baez
- Hardcore Jollies – Funkadelic
- Hard Rain – Bob Dylan
- Hasten Down the Wind – Linda Ronstadt
- Havana Daydreamin' – Jimmy Buffett
- Hejira – Joni Mitchell
- Helluva Band – Angel
- High Voltage – AC/DC
- Hit the Road, Jack – Big Youth
- Home Plate by Bonnie Raitt
- Hotel California – Eagles
- Howlin' Wind – Graham Parker & the Rumour
- If I Were Brittania I'd Waive the Rules – Budgie
- In The Pocket – James Taylor
- The Jacksons – The Jacksons
- Jailbreak – Thin Lizzy
- Jaco Pastorius – Jaco Pastorius
- Joan Armatrading – Joan Armatrading
- Just for the Record – Ray Stevens

### K–Q
- Kate & Anna McGarrigle – Kate & Anna McGarrigle
- Kites – Jade Warrior
- La Düsseldorf – La Düsseldorf
- Late General Murtala Ramat Mohammed – Salawa Abeni
- Leftoverture – Kansas
- Legalize It – Peter Tosh
- Lipstik – Michel Polnareff
- Long May You Run – The Stills–Young Band
- Look into the Future – Journey
- Love Is All Around – War
- The Manhattans – The Manhattans
- Man to Man – Hot Chocolate
- The Mini–Album – The Sex Pistols (live EP)
- Misty – Ray Stevens
- The Modern Lovers – The Modern Lovers
- Mothership Connection – Parliament
- M.U. ––– Best of – Jethro Tull
- Music from the Penguin Cafe Orchestra –Penguin Cafe Orchestra
- Music, Music – Helen Reddy
- Naturally – Lou Rawls
- Night Moves – Bob Seger
- No Heavy Petting – UFO
- No reason – Erick Crapton
- One More from the Road – Lynyrd Skynyrd
- Oxygene – Jean-Michel Jarre
- Part 3 – KC & The Sunshine Band
- Powerage – AC/DC
- Presence – Led Zeppelin
- Pretender – Jackson Browne
- Private Eyes – Tommy Bolin

### R–U
- Radio Ethiopia – Patti Smith, punk
- Rainbow Rising – Rainbow
- The Ramones – The Ramones
- Rastaman Vibration – Bob Marley & the Wailers
- R–O–C–K – Bill Haley & His Comets
- Rock and Roll Heart – Lou Reed
- Rock and Roll Over – Kiss
- Rocks – Aerosmith
- The Royal Scam – Steely Dan
- The Runaways– The Runaways
- Third Reich & Roll – The Residents
- Sad Wings of Destiny – Judas Priest
- Silk Degrees – Boz Skaggs
- Slow Down World – Donovan
- Small Change – Tom Waits
- Song of Joy – Captain & Tennille
- The Song Remains the Same – Led Zeppelin
- Songs in the Key of Life – Stevie Wonder
- Southern Tracks & Fantasies – Paul Davis
- Sowiesoso – Cluster
- Spirit – Earth, Wind & Fire
- Station to Station – David Bowie
- Stretchin Out In–Bootsy's Rubber Band
- Stuff – Stuff
- Summertime Dream – Gordon Lightfoot
- Tales of Kidd Funkadelic – Funkadelic
- Technical Ecstasy – Black Sabbath
- Their Greatest Hits (1971–1975) – Eagles
- T.N.T. – AC/DC
- Together Again...Live – Bobby Bland/B.B. King
- Tom Petty & the Heartbreakers – Tom Petty and the Heartbreakers (debut)
- Too Old to Rock 'n' Roll: Too Young to Die! – Jethro Tull
- Turnstiles – Billy Joel

### V–Z
- Virgin Killer – Scorpions
- Wanted! the Outlaws – Waylon Jennings & Willie Nelson
- Warren Zevon – Warren Zevon
- We Sold Our Souls For Rock 'n' Roll – Black Sabbath
- The Whole World's Goin' Crazy – April Wine
- Why Can't We Be Friends – War
- The Wild Tchoupitoulas – The Meters, George & Amos Landry, The Neville Brothers
- Wind and Wuthering – Genesis
- Wings at the Speed of Sound – Paul McCartney & Wings
- Wings over America – Paul McCartney & Wings
- Works Volume I – Emerson, Lake & Palmer
- Year of the Cat – Al Stewart
- Yes We Have No Mañanas (So Get Your Mañanas Today) – Kevin Ayers
- Yesterday And Today – Y&T (debut)
- Young & Rich –The Tubes
- Zoot Allures – Frank Zappa

## Hity

### domácí
- Maluj zase obrázky – Hana Zagorová
- Tam u dvou cest – Jiří Korn

### zahraniční
- Love Rollercoaster – Ohio Players
- Shake Your Booty – KC & The Sunshine Band
- Give Up the Funk – Parliament
- Bohemian Rhapsody – Queen
- Stretchin Out In–Bootsy's Rubber Band
- Living Next Door to Alice – Smokie (píseň převzata od New World)
- Baby, I Love Your Way – Peter Frampton
- Show Me the Way – Peter Frampton
- "Do You Feel Like We Do" – Peter Frampton
- „Moonlight Feels Right“ – Starbuck
- "Dazz" – Brick
- "(Don't Fear) The Reaper" – Blue Öyster Cult
- "A Dose of Rock 'n' Roll" – Ringo Starr
- "Dream Weaver" – Gary Wright
- "Magic Man" – Heart
- "Evil Woman " – Electric Light Orchestra
- "You Should be Dancing" – Bee Gees
- "Fanny (Be Tender with My Love)" – Bee Gees
- "Fooled Around and Fell in Love – The Elvin Bishop Group
- "Fopp" – Ohio Players
- "Fox on the Run" – Sweet
- "Fool to Cry" – The Rolling Stones
- „Blinded by the Light“ – Manfred Mann's Earth Band (76–77)
- „The Boys Are Back in Town“ – Thin Lizzy
- "Detroit Rock City","Calling Dr. Love" – Kiss
- „More More More“ – Andrea True Connection
- Living Next Door to Alice – Smokie (píseň převzata od New World)
- „Save Your Kisses for Me“ – Brotherhood of Man
- "Pepper Keibu" - Pink Lady

## Top hits
Billboard
- Silly Love Songs – Paul McCartney & Wings
- Tonght's The Night – Rod Stewart
- A Fifth of Beethoven – Walter Murfy
- Play That Funky Music – Wild Cherry
- Disco Duck – Rick Dees
- Shake Your Booty – KC & The Sunshine Band
- I Write The Songs – Barry Manilow
- Theme From Mahogany (Do You Know Where You're Gong To) – Diana Ross
- Love Rollercoaster – Ohio Players
- 50 Ways To Leave Your Lover – Paul Simon
- Theme From S.W.A.T. – Rhythm Heritage
- Love Machine (Part 1) – The Miracles
- December, 1963 (Oh, What A Night) – The Four Seasons
- Disco Lady – Johnnie Taylor
- Let Your Love Flow – Bellamy Brothers
- Welcome Back – John Sebastian
- Love Hangover – Diana Ross
- Afternoon Delight – Starland Vocal Band
- Kiss And Say Goodbye – Manhattans
- "You Should be Dancing" – Bee Gees
- "S.O.S" - Pink Lady

## Hudební film
- The Song Remains The Same – Led Zeppelin